# Aéroport de Wrigley
L'aéroport de Wrigley est un aéroport situé dans les Territoires du Nord-Ouest, au Canada.